# St. Jakob zu Leoben

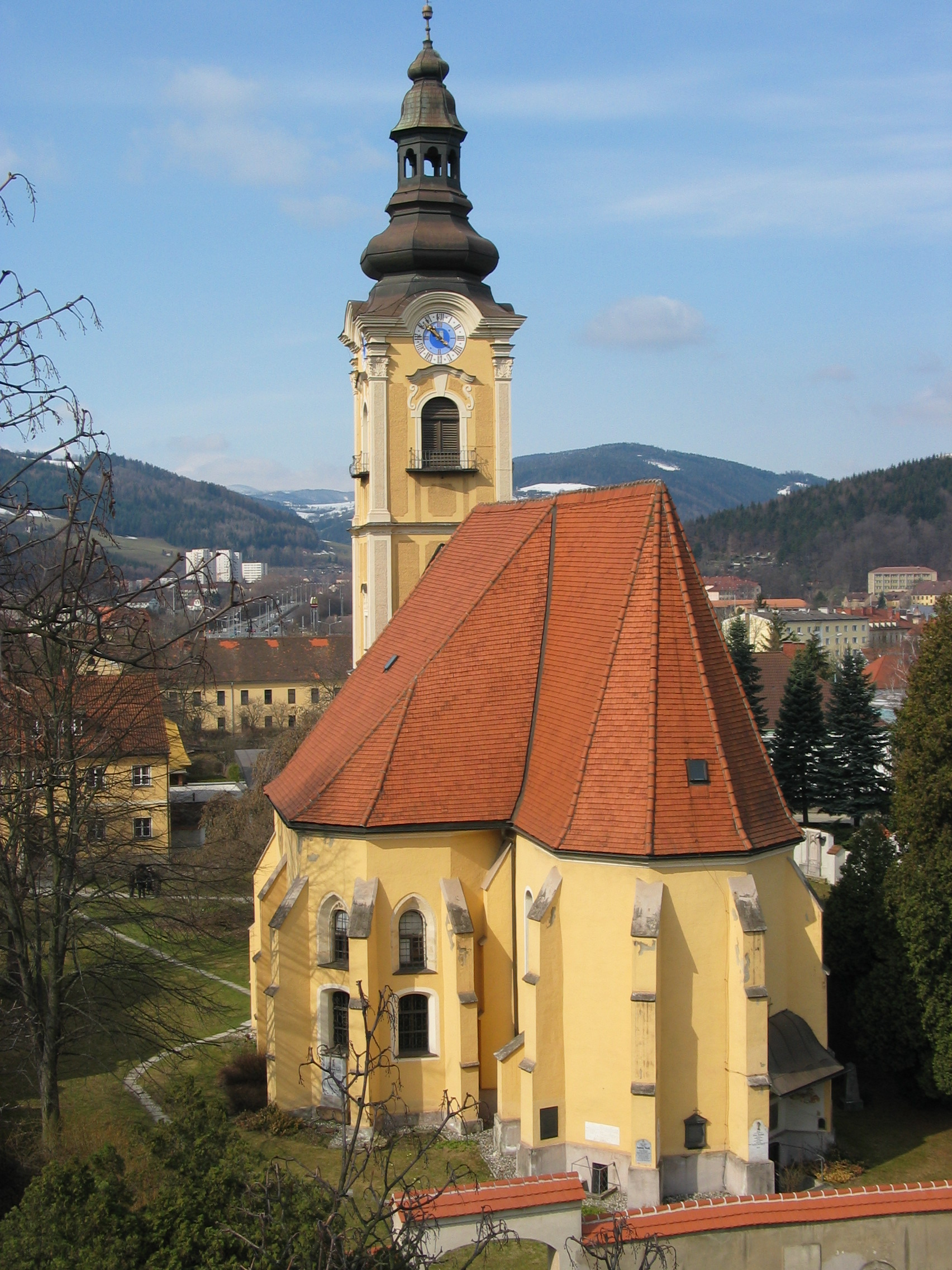
St. Jakob

St. Jakob zu Leoben ist die ehemalige römisch-katholische Stadtpfarrkirche in Leoben, die heute als Rektorat der Stadtpfarrkirche St. Xaver unterstellt ist.

## Geschichte

### Älteste Zeit (1188 bis 1262)
Die Kirche der sie umgebenden ersten Siedlung Leoben ist zwar 1188 erstmals urkundlich genannt, ihr Alter ist aber sicher höher. Am 2. August 1188 wurde die „capella“ St. Jakob von Herzog Ottokar IV. dem Benediktinerstift Admont einverleibt.
Da im Mittelalter eine Pfarre je nach dem Besitz oder der Wirtschaftskraft des Umlandes auch eine Quelle guter materieller Einkünfte für den Pfarrer war, konnten mit der Vergabe solcher Pfründen besondere Versorgungsposten für Günstlinge geschaffen werden. Eben dieses Patronatsrecht über St. Jakob bildete durch Jahrhunderte eine Quelle des Streites zwischen Admont, der Erzdiözese Salzburg, dem steirischen Herzog und der Stadt Leoben. St. Jakob war deshalb besonders einträglich, weil es in dem aufblühenden Eisenmarkt lag. Die wohlhabend gewordene Bevölkerung ließ der Kirche Schenkungen und Stiftungen in großer Zahl zukommen.
Auch die politische Bedeutung der Jakobikirche war im Mittelalter der Größe des Ortes entsprechend gewachsen. Hier traf sich 1252 der obersteirische Klerus, um über Abgaben an den Papst zu beraten. Hier dürfte auch der Entschluss des Herzogs mitgeteilt worden sein, die Stadt in die Murschleife zu verlegen, wo sie besser verteidigt werden konnte.

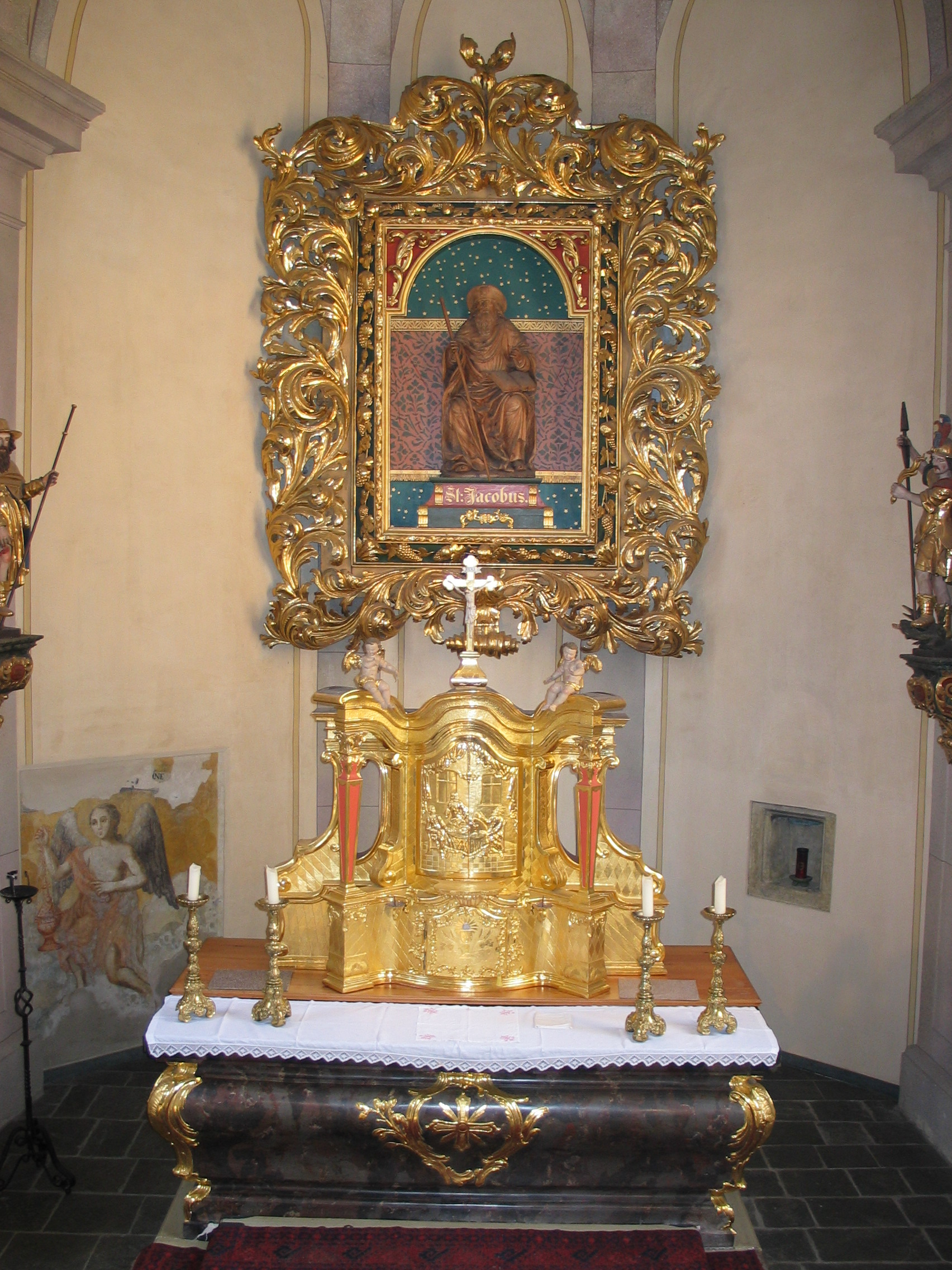
Hochaltar und hl. Jakobus der Ältere

### St. Jakob nach der Ortsverlegung
In der neu angelegten Stadt wurde keine eigene Pfarre gegründet. Es gab zwar Kirchen – Dominikanerkirche, Johanniskapelle und Jesuitenkirche St. Xaver – aber der pfarrliche Gottesdienst fand in St. Jakob, außerhalb der Stadtmauern, statt.

### Reformation und Gegenreformation

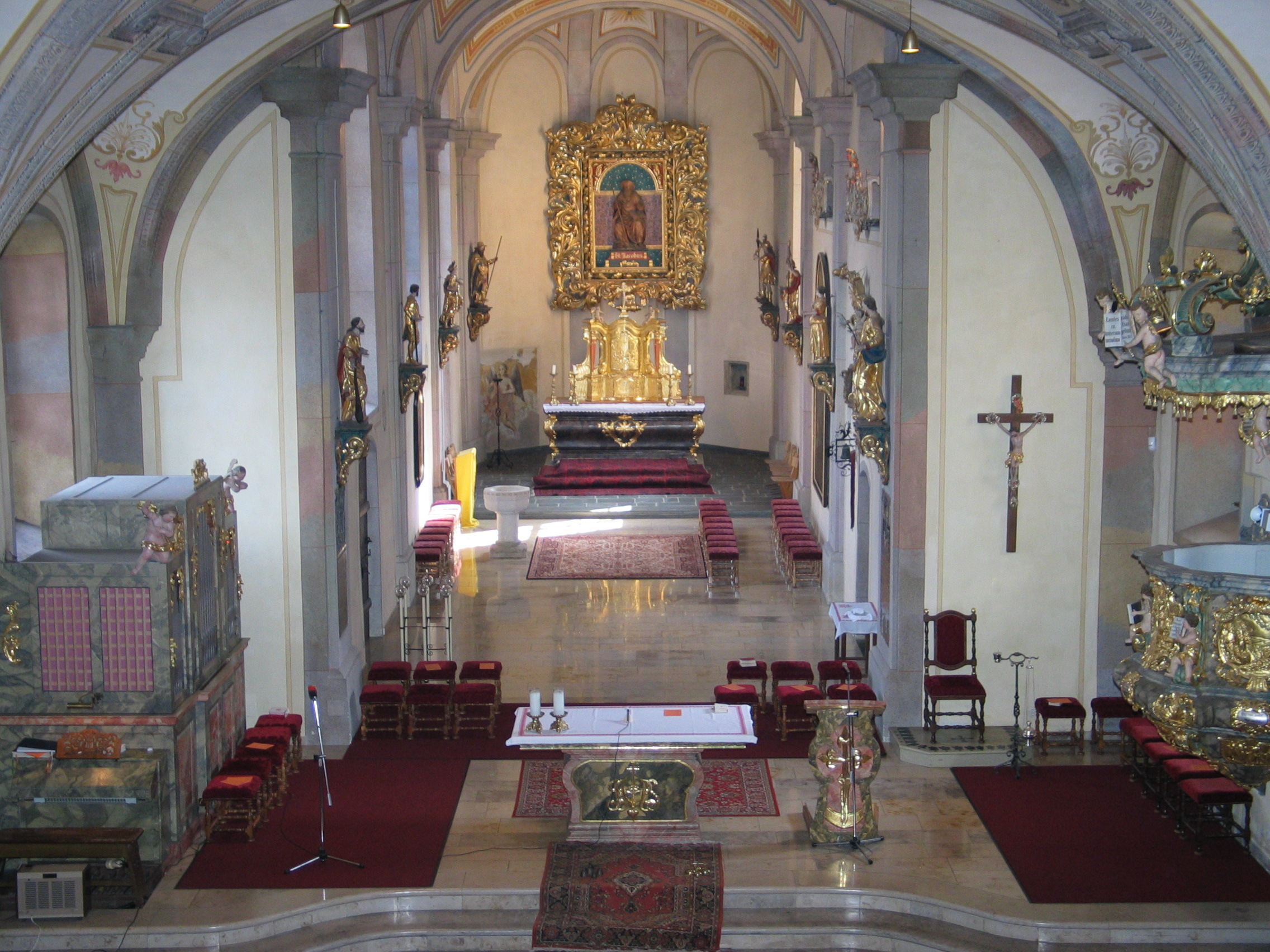
Kirchenschiff von der Empore herab

Als letztes Denkmal des alten Glaubens wird noch 1512 durch die Bürger Lienhard Poxöder und Pankraz Reitsperger das Jakobikreuz gestiftet, das, verändert und ergänzt, zuletzt auch räumlich versetzt, noch heute existiert.
Die Spenden und Stiftungen wurden immer seltener und hören dann für viele Jahre fast ganz auf, weil der Protestantismus die jenseitige Wirkung von Stiftungen verwarf und leugnete. Um 1520 setzt die neue Form des Glaubens ein. Fast die ganze Stadt wird protestantisch. Pfarrer Sigmund Greif wehrt sich gegen Angriffe auf den Pfarrbesitz. Bei der Neuaufnahme von Kaplänen, Mesnern, Totengräbern und Schulmeistern muss er den Rat in Kenntnis setzen. 1558 wendet sich die Ratsbürgerschaft an den Landesfürsten mit der Bitte, die Pfarre in die Stadt zu verlegen. Der Kaiser lehnt ab, wohl aus der Überlegung heraus, dass damit der Protestantismus noch mehr in das Glaubensleben eingreifen könnte. Dieser hatte sich ja schon in der Johanniskirche festgesetzt. 1598 wird in der fast rein protestantischen Stadt eine Reformationsinstruktion zur Rekatholisierung des Magistrats erlassen, die Einwohnerschaft zum katholischen Gottesdienst gezwungen. Am 22. März 1600 muss die Leobener Bürgerschaft vor dem steirischen Bischof Martin Brenner der neuen Lehre abschwören. Mit der Gründung des ersten obersteirischen Jesuitenkollegs hatte die katholische Restauration ihre wichtigste treibende Kraft auch hier eingesetzt.

### Admont verzichtet auf seine Rechte
1690 verzichtet das Stift auf St. Jakob zugunsten der Salzburger Erzdiözese und erhält als Entschädigung das näher gelegene Gröbming.
1743–45 wird der neue, barocke Kirchturm gebaut.
Durch die Aufhebung des Jesuitenordens 1773, die die Stadt eines bestimmenden geistigen, kulturellen und wirtschaftlichen Faktors beraubte, wurden die räumlichen Voraussetzungen für die spätere Pfarrverlegung geschaffen.

### Aufklärung
Die josephinischen Kirchenreformen setzten ein: Staatlicher Rationalismus und fortschreitende Aufklärung begannen, krasse Auswüchse wie z. B. die Geißlerprozessionen der Karwoche abzuschaffen. Mit der Errichtung des Bistums Leoben (1783–1800) wird St. Jakob dieser Diözese unterstellt, während es zuvor Salzburg, bzw. dem Generalvikariat des Seckauer Bischofs unterstellt war.

### Neue Pfarrgrenzen
Auch die Pfarren erfuhren Neuordnungen. 1784 wurden Leitendorf, Hinterberg, Donawitz und Thal ausgegliedert und der Vorstadtpfarre Maria am Waasen zugeschlagen, die im 20. Jahrhundert zur Mutterpfarre der neuen Pfarren Donawitz und Hinterberg wird.

### Verlegung der Stadtpfarre
Der Pfarrgottesdienst wurde – schon lange gehegter Wunsch – am 18. November 1810 nach St. Xaver übertragen. Die Gebäude der Jesuiten waren nicht verfügbar, hier waren Kasernen eingerichtet worden. 1811 wurde das Dominikanerkloster geschlossen und konnte fortan als Pfarrhof und Schule genutzt werden, bis 1853 der noch heute existierende Pfarrhof erbaut wurde. Die Jakobikirche erfüllte nunmehr die Funktion einer Begräbniskirche. Immerhin wird sie 1820 restauriert, 1841/42 wird das Dach repariert.

### 20. Jahrhundert
Der 2. Weltkrieg brachte eine völlige Zweckentfremdung der Kirche, sie wurde ein Wehrmachtsdepot. Nach Kriegsende setzte sich Stadtpfarrer Alex Schöller für die Rettung von St. Jakob ein. 1949 wurde die Generalsanierung abgeschlossen. In den folgenden Jahren wurde der Friedhof umgestaltet und die Kirchhofmauer renoviert.

#### Neue Aufgabe
Von 1811 bis 1950 hatte St. Jakob keinen eigenen Seelsorger. Nach der Sanierung der Kirche eröffnet sich ein neuer Aufgabenbereich durch die Bildung einer Gemeinschaft der „Katholischen Mittelschuljugend“. Ihr Leiter war von 1950 bis 1958 Dr. Josef Pfandl, Religionsprofessor am Leobner Gymnasium. 1958 übernahm DDr. Karl Gemes, ebenfalls Religionslehrer am Gymnasium, Jugendarbeit und Seelsorge in St. Jakob.
In diese Zeit fallen einige Umgestaltungen in der Kirche: Errichtung des Volksaltars, Beseitigung des Kommuniongitters, Einleitung des elektrischen Lichts in die Kirche.

#### St. Jakob wird Rektorat
1967 wurde Dr. Alois Scherübel Religionsprofessor in Leoben und Verantwortlicher für St. Jakob. Ein Jahr später erhielt er in Pastoralassistentin Ottilie Taucher eine wertvolle Hilfe für Seelsorge und Jugendarbeit.
Die „Mittelschulseelsorge“, wie sie seit 1950 in St. Jakob aufgebaut worden war, wurde 1961 von Bischof Schoiswohl bestätigt: Die Mittelschulseelsorge ist grundsätzlich überpfarrlich. Als regelmäßige Seelsorgskirche wird die Filialkirche St. Jakob in Leoben ausdrücklich bestimmt.
Bischof Weber hat mit Wirkung vom 1. Jänner 1970 St. Jakob zum Rektorat erhoben und 1975 den Auftrag erteilt, einen Pfarrgemeinderat zu wählen, der mittlerweile in einen Seelsorgekreis umgewandelt wurde. Mit dieser seelsorglichen und verwaltungsmäßigen Selbständigkeit erhielt St. Jakob den Status einer territorial nicht abgegrenzten „Personalpfarre“.

### 21. Jahrhundert

#### St. Jakob heute
Am Jakobifest 2003 ging Dr. Scherübel in Pension. Sein Nachfolger als Rektor von St. Jakob wurde Mag. Harald Janser. Seit September 2004 ist der Stadtpfarrer von St. Xaver, Dr. Markus J. Plöbst, in Personalunion auch Rektor von St. Jakob. Unterstützt wurde er dabei bis 30. Juni 2007 von Kaplan Mag. David Schwingenschuh. Von 1. September 2007 bis 30. August 2009 war Mag. Grzegorz Póltorak als Kaplan tätig.